# همه پسران عاشق مندی لین
همه پسران عاشق مندی لین (انگلیسی: All the Boys Love Mandy Lane) یک فیلم اسلشر به کارگردانی جاناتان لوین است که سپتامبر ۲۰۰۶ منتشر شد. ستارگان فیلم شامل امبر هرد، مایکل ولچ، ویتنی ایبل و انسون مونت هستند.

## بازیگران
- امبر هرد
- مایکل ولچ
- ویتنی ایبل
- انسون مونت
- آئورا هیملستین
- ادوین هودگ
- لوک گریمز